# Gana na ZOI 2010.
Gana je nastupala na XXI. Zimskim olimpijskim igrama 2010. u Vancouveru u Kanadi. Ovo im je prvi put da se natječu na ZOI. Predstavljao ih je Kwame Nkrumah-Acheampong u veleslalomu i slalomu.

## Alpsko skijanje
- Kwame Nkrumah-Acheampong